# 希伯來福音書
《希伯來福音書》（希臘語：τὸ καθ' Ἑβραίους εὐαγγέλιον，常被簡化為），是一本已經失傳的新約福音書，目前只能從基督教早期教父的著作中了解其片斷，相傳它的作者是使徒馬太。有些教派，將這個版本的福音書，認定是真正的《馬太福音》書。
學者相信它是二世紀時在埃及編輯而成的，最早可能是用希臘文寫作。但也有學者相信此書最早是以希伯來文寫成。

## 背景
在耶穌升天後，耶路撒冷教會由公義者雅各領導，馬太被認為也是其中一員。耶路撒冷教會的特色是保守而尊重猶太人的律法，現代學者認為《希伯來福音書》，與拿撒勒人福音書一樣，皆是來自耶路撒冷教會的著作。
教父愛任紐說：「在彼得及保羅到達羅馬宣教，並且在那邊建立了教會的根基時，馬太以自己的語言寫作了《希伯來福音書》」。

## 內容
教父耶柔米指出，許多拿撒勒教派信徒，認為他們所擁有的《希伯來福音書》才是真正具有權威的馬太福音書。根據教父愛任紐的著作指出，部份伊便尼派信徒，採用由《希伯來福音書》編輯成的福音書，處女生子的部份遭刪除。但這個版本的福音書已經失傳。
根據游瑟伯的著作，教父潘代諾至印度傳教時，曾與印度當地的基督教社區接觸，發現當地有以希伯來文寫成的《馬太福音》，據說是由使徒巴多羅買傳至印度。後世相信此書應是《希伯來福音書》，但這個版本已經失傳。